# GRANNY SMITH APPLE PIE & COFFEE
GRANNY SMITH APPLE PIE & COFFEE（グラニースミス アップルパイ&コーヒー）は、長野県産と青森県産りんごを使用した、手作りアップルパイの専門店である。
本項では、現在の株式会社I-STYLEと過去の株式会社FUNGO（2023年に事業譲渡）の両者について記述する。

## 概要
GRANNY SMITH APPLE PIE & COFFEE(※以下グラニースミス)は、株式会社FUNGOの創業者、関俊一郎 が2012年に創業。
以降、関東・関西を中心に12店舗展開。
「普遍的なものを追求したい」という思いから、流行や先進性を創りだすことではなく、いつもそこにある暖かさを感じるブランディングが尊重されている。
2023年付で株式会社I-STYLEに事業譲渡されている。

## 使用りんごについて
グラニースミスで使用されているりんごは、青森県と長野県の提携農家から仕入れた「フジ」「つがる」「紅玉」「ジョナゴールド」「グラニースミス」の5品種である。季節やメニューによって品種が使い分けられている。
「グラニースミス」は、主に海外で生産されているため、日本国内での生産量は極わずかのため、提携農家と共同で「グラニースミス」の植林を行い使用している。

## 沿革
- 2012年2月22日 - 第1号店である「グラニースミス三宿店」をオープン
- 2013年10月22日 - 表参道駅のすぐそばにフラッグシップである「グラニースミス青山店」をオープン
- 2015年4月7日 - 横浜赤レンガ倉庫館内に「グラニースミス横浜店」をオープン
- 2016年3月31日 - 東急プラザ銀座に「グラニースミス銀座店」をオープン
- 2016年6月1日 - 「グラニースミス池尻LABO店」をオープン
- 2018年3月8日 - 渋谷ヒカリエに「グラニースミス渋谷店」をオープン
- 2018年5月25日 - 吉祥寺PARCOに「グラニースミス吉祥寺店」をオープン
- 2018年11月21日 - 阪急西宮ガーデンズに関西初の「グラニースミス西宮店」をオープン
- 2019年3月14日 - 渋谷ヒカリエ「グラニースミス渋谷店」をクローズ
- 2019年9月18日 - 玉川高島屋S.C.に「二子玉川店」をオープン
- 2019年10月15日 - 「グラニースミス池尻LABO店」を移転。「グラニースミス三軒茶屋LABO店」に
- 2020年6月18日 - 「CIAL横浜店」をオープン
- 2020年9月2日 - 京王百貨店 新宿店に「新宿店」をオープン
- 2021年4月29日 - 東武百貨店 池袋店に「池袋店」をオープン
- 2023年10月1日 - 立誠ガーデン ヒューリック京都に「京都LABO」をオープン
- 2023年10月17日 - 京都高島屋S.C.T8に「京都店」をオープン

2025年2月現在、関東に10店舗、関西に2店舗存在している。